# Atomaria nigrirostris
Atomaria nigrirostris är en skalbaggsart som beskrevs av Stephens 1830. Atomaria nigrirostris ingår i släktet Atomaria, och familjen fuktbaggar. Arten är reproducerande i Sverige.